# BACH-motívum

A BACH-motívum

A BACH-motívum a zenében a B, A, C H hangsorozatot jelöli, mely számos zeneműben szerepel, és – főleg a régizene 19. században kezdődő reneszánsza óta – tudatosan is alkalmazzák Johann Sebastian Bach családnevére való utalásként.

## Története
A BACH-motívum első említése Johann Gottfried Walther 1732-es Musicalisches Lexikonjában jelent meg, mely magát Bachot jelöli meg az alkotójaként. A motívumot először Johann Sebastian Bach használta, A fúga művészetében, mintegy cégérként. Bár maga a motívum máskor is megjelent már, csak más hangra transzponálva, például a Máté Passió, Vom Himmel Hoch (BWV 769), vagy a csembalóra írt f-moll háromszólamú sinfonia (BWV. 795).
Bach fia, Johann Christian, illetve az ő tanítványa, Johann Ludwig Krebs is alkalmazta a motívumot, de igazán csak a barokk zene és főleg Bach műveinek 19. században élt reneszánsza idején lett népszerű.
A 20. században sikeres kísérletek születtek arra, hogy a BACH-motívumnak a második bécsi iskola zeneszerzőire jellemző kromatikus interpretációját adják, illesztve azt a dodekafónia tizenkét fokú kompozíciós eljárásához. Példaképpen Arnold Schönberg, Anton Webbern, illetve tanítványaik egyes kompozíciói említhetők. A BACH-motívumot napjainkban is alkalmazzák, gyakran Bach művészetére való utalásként.

## Példák
- Szervác Attila: Bach 20-22Robert Schumann – Hat fúga orgonára, pedálos zongorára vagy harmóniumra, opus 60 (1845)[2]
- Liszt Ferenc – B-A-C-H fantázia és fúga, orgonára (1855, később átírva zongorára)[3]
- Johannes Brahms –  Fúga, asz-moll, WoO 8[4]
- Nyikolaj Andrejevics Rimszkij-Korszakov – Variációk a BACH témára, zongorára (1878)
- Max Reger – B-A-C-H fantázia és fúga, orgonára (1900)
- Ferruccio Busoni – Fantasia contrappuntistica zongorára (1910, 1912 és 1922)
- Arthur Honegger – Prélude, Arioso, Fughette zongorára (1932, később átírva vonószenekarra)
- Francis Poulenc – Valse-improvisation sur le nom Bach, zongorára (1932)
- Anton Webern – Vonósnégyes (1937–1938) – itt a hangsor alapszik a BACH motívumon
- Jean Coulthard – BACH variációk, zongorára (1952)
- Luigi Dallapiccola – Quaderno musicale di Annalibera (1952)
- Arvo Pärt – Collage a B-A-C-H motívumra, vonósokra, oboára, csembalóra és zongorára (1964)
- Milos Sokola – Passacaglia quasi Toccata a B-A-C-H témára, orgonára (1976)
- Alfred Schnittke – Concerto grosso No. 3 (1985)
- Ron Nelson – Passacaglia (Homage on B-A-C-H) fúvós együttesre (1990-es évek)
- Gárdonyi Zsolt - Hommage à J. S. Bach (2010)
- Szervác Attila - Bach 20-22 (2016)

Ezen kívül megtalálható még olyan művekben is, mint Arnold Schönberg: Variációk Zenekarra és Vonósnégyes, no 3.; Krzysztof Penderecki: Szent Lukács Passió; és Johannes Brahms Ludwig van Beethoven No. 4-es zongoraversenyéhez írt kadenciájában.

## Hasonló motívumok
- F, Esz, C, H (F. Schubert)
- Esz, C, H, B, E, G (Schönberg)
- D, Esz, C, H (D. Sosztakovics (németül: D. Schostakowitsch))
- B, E, B, A vagy B, A, B, E (Bartók Béla)
- C, A, G, E (John Cage)
- A, B (Alban Berg)